# 中西尚也
中西 尚也（なかにし なおや、1978年2月27日 - ）は、日本の俳優、声優。大阪府出身。アクロスエンタテインメント所属。

## 人物
以前はキャラクターランド、賢プロダクションに所属していた。
趣味・特技はスイーツ食べ歩き、サッカー、ラグビー。

## 出演

### テレビアニメ
2006年
- こてんこてんこ（観客C、TVの声）
- 湾岸ミッドナイト（カメラマン役、若者B）

2007年
- 大江戸ロケット（踝）

2008年
- アリソンとリリア（部下、村人、書店店員）
- 機動戦士ガンダム00 セカンドシーズン（カタロン兵士）
- 鉄のラインバレル（不良B、不良）
- 屍姫 赫（不良、男子2）
- To LOVEる -とらぶる-（宅配のお兄さん、池面の兄貴、生徒、パイロット）
- ネオ アンジェリーク Abyss -Second Age-（作業員、部下）
- マクロスF（整備員）

2009年
- 屍姫 玄（僧兵、東生派僧正）

2012年
- 氷菓（作業員）

2014年
- 俺、ツインテールになります。（ラジオアナウンサー）
- 魔法少女大戦（監督、一口）

2018年
- バキ（試験官、警官、選手）
- ゴブリンスレイヤー（2018年 - 2023年、ゴブリンシャーマン、冒険者、御者、ゴブリン） - 2シリーズ

2019年
- B-PROJECT〜絶頂*エモーション〜（小内）

2021年
- アイ★チュウ（ラビ）
- 遊☆戯☆王SEVENS（ゴーハ社社員）
- 真の仲間じゃないと勇者のパーティーを追い出されたので、辺境でスローライフすることにしました（軍人1）
- 吸血鬼すぐ死ぬ（ステラ）
- TSUKIPRO THE ANIMATION 2（里津花の父）

2022年
- 錆喰いビスコ（採掘人）
- 天才王子の赤字国家再生術（クスタヴィ）
- RPG不動産（ネズミ夫）
- 金装のヴェルメイユ〜崖っぷち魔術師は最強の厄災と魔法世界を突き進む〜（教官、村人）
- 名探偵コナン（塀島湾也）

2023年
- アルスの巨獣（監視兵、ヤマビト）
- 人間不信の冒険者たちが世界を救うようです（魔導研究所所員）
- ひきこまり吸血姫の悶々（隊員C、第七部隊員C）

2024年
- 結婚指輪物語（兵士）
- ドラえもん（テレビ朝日版第2期）（宦官A）
- ザ・ファブル（アナウンサー）

2025年
- Sランクモンスターの《ベヒーモス》だけど、猫と間違われてエルフ娘の騎士として暮らしてます（魔族）
- スライム倒して300年、知らないうちにレベルMAXになってました ～そのに～（魔族、フウセンイノシシ、植物）
- ウマ娘 シンデレラグレイ（若者）

### OVA
- To LOVEる -とらぶる- OVA（2009年、男性）

### ゲーム
- 剣

1996年
- 麻雀MASTER

1997年
- ティンクルスタースプライツ

1998年
- 元祖ファミリーマージャン

1999年
- 祇園花2
- ドラゴンヴァラー

2000年
- 寿司屋の源さん

2002年
- レイジ・オブ・ザ・ドラゴンズ

2008年
- 裏語 薄桜鬼（清河八郎）

2009年
- アークライズファンタジア

2011年
- 忍道2 散華（一条部下B）
- FRONTIER GATE

2012年
- 三国フロンティア（徐晃、文醜）

2014年
- 合体RPG 魔女のニーナとツチクレの戦士（ブルードラゴン）
- ドラゴンジェネシス -聖戦の絆-（ライド）

2015年
- アイ★チュウ（ラビ）
- PROJECT X ZONE 2:BRAVE NEW WORLD（ヘル＝レイス、ウーキー、エディ、ミスターA-Z、ブルー・ハッター、レッド・ハッター、オレンジ・ハッター、亡霊召喚獣、シーザス）
- ポイッとヒーロー（ガリス、ディーター、ミハエル）

2016年
- 誰ガ為のアルケミスト（エドウィン）
- バンドやろうぜ!

2021年
- 鬼滅の刃 ヒノカミ血風譚

2024年
- メタファー：リファンタジオ

### ドラマCD
- ゴミ溜めPEACE（客3）
- ゴミ溜めPEACE マリアと100の分別法（刑事2）
- Solids 第二巻
- QUELL BELIEVER-祈り-（工員・スタッフ・ホテル従業員・ダンス講師）
- 鋼の錬金術師 FULLMETAL ALCHEMIST『ロイの休日』
- マクロスF 娘ドラ◎ ドラ1（航宙科生徒A）

### BLCD
- 明け方に止む雨
- シニシカント Another Story vol.2（ラース）
- ワンコ系部下のしつけ方（AV撮影スタッフA）

### ラジオドラマ
- 桜田門外の恋（関鉄之助）
- ソーシャルメディアマーケター美咲
- 晩餐改（ト部明彦）

### デジタルコミック
- ひるなかの流星（馬村）
- ENSOKU 西遊筋（金池長老、高、白隊長、沙悟浄）
- 朝まで延長希望です（2023年、男子学生2、男性店員、斡旋所店員）[11]

### 吹き替え

#### 映画
- スナイパー&ヒットマン（ブラック）

#### ドラマ
- イタズラなKiss（林）
- 宇宙船レッド・ドワーフ号シーズン11（メルセノイド）

#### アニメ
- レゴ シティ アドベンチャーズ（ベネット、シフティー）
- ライアンズワールド(カジ・シオン)

### テレビドラマ
- 蒼のシテン
- 命燃えて
- 女と愛とミステリー
  - 不倫調査員・片山由美(1)  京都奉納まつり殺人事件
  - 不倫調査員・片山由美(4) 京都・宇治伏見殺人慕情!
- 新・部長刑事 アーバンポリス24（連続通り魔犯）
- 千年の涙 〜悲しみの皇女“斎王“の謎〜（在原業平）
- デザイナー
- ドレミソラ
- 悪女（わる）働くのがカッコ悪いなんて誰が言った? 第5話（2022年5月11日、日本テレビ）-  声の出演

### テレビ番組
- 池上彰 解説塾 再現V（教師）
- おもしろ雑学検定クイズ!ゴロ検
- オリンピックをデザインした男たち
- クイズ・ソモサン・セッパ!
- サンデー滋賀11（レポーター）
- 東京・大江戸発見伝ゴロケン
- FUJIYAMA2（リポーター）

### 映画
- 赤龍の女（ニュースキャスター）
- 風のファイター（新聞記者）
- 今日は何の日（大輔）
- THE NEXT GENERATION -パトレイバー-
- 凍牌
- 武闘派の道
- むこうぶち

### CM
- 塩分上手
- 大京フォトコンテスト

### DVD
- Access! 聴覚障害学生支援DVD4 踏み出そう!社会への『道』

### 舞台
- ある大女優の生涯
- スーパー歌舞伎 ヤマトタケル
- STAGE=LOVERS The6th 朗読舞台「岸田國士・宮沢賢治」
- 朗読イベント 上昇気流「ゆずりは」

## ディスコグラフィ

### キャラクターソング
| 発売日         | 商品名                                         | 歌         | 楽曲                                     | 備考                                          |
| -------------- | ---------------------------------------------- | ---------- | ---------------------------------------- | --------------------------------------------- |
| 2016年3月23日  | soleil                                         | I♥B        | 「Fly Fly!」 「Dear my precious friend」 | ゲーム『アイ★チュウ』関連曲                   |
| 2016年10月19日 | アイ★チュウ creation 07.I♥B                    | I♥B        | 「We are I★CHU!」 「深海マーメイド」     | ゲーム『アイ★チュウ』関連曲                   |
| 2017年3月22日  | glace                                          | I♥B        | 「未来ファンタジスタ」 「My destiny」    | ゲーム『アイ★チュウ』関連曲                   |
| 2017年6月21日  | アイ★チュウ ～シャッフルユニットミニアルバム～ | TOYBOX     | 「W・O・N・D・E・R・L・A・N・D」         | ゲーム『アイ★チュウ』関連曲                   |
| 2018年4月4日   | fleur                                          | I♥B        | 「Let's Go」                             | ゲーム『アイ★チュウ』関連曲                   |
| 2019年4月24日  | アイ★チュウ BEST ALBUM チュウ盤                | I♥B        | 「Crew on Merry-Go-Round」               | ゲーム『アイ★チュウ』関連曲                   |
| 2020年12月23日 | OUVERTURE                                      | I♥B        | 「ボクラノオト」                         | ゲーム『アイ★チュウ Étoile Stage』関連曲      |
| 2021年2月24日  | 一番星                                         | アイチュウ | 「一番星の歌〜未来のレジェンド伝説〜」   | テレビアニメ『アイ★チュウ』オープニングテーマ |

### シリーズ一覧
1. ↑  第1期（2018年）、第2期『II』（2023年）

### ユニットメンバー
1. 1 2  ノア（花江夏樹）、ラビ（中西尚也）、黎朝陽（榎木淳弥）、レオン（増田俊樹）、リュカ（梅原裕一郎）
2. ↑  華房心（村瀬歩）、鮮血の帝王（下野紘）、桃井恭介（花倉洸幸）、湊奏多（井口祐一）、死と時の番人（柿原徹也）、ラビ（中西尚也）
3. ↑  愛童星夜（KENN）、湊奏多（井口祐一）、御剣晃（豊永利行）、枢木皐月（森久保祥太郎）、枢木睦月（近藤隆）、ノア（花江夏樹）、ラビ（中西尚也）、黎朝陽（榎木淳弥）、レオン（増田俊樹）、リュカ（梅原裕一郎）、日下部虎彦（生田鷹司）、桃井恭介（花倉洸幸）、鳶倉アキヲ（田丸篤志）、海部子規（谷地克文）、折原輝（松岡禎丞）、若王子楽（平川大輔）、華房心（村瀬歩）、神楽坂ルナ（天﨑滉平）、及川桃助（山本和臣）、轟一誠（前野智昭）、赤羽根双海（内田雄馬）、三千院鷹通（白井悠介）、鮮血の帝王（下野紘）、死と時の番人（柿原徹也）、罪人の道化師（下妻由幸）、竜胆椿（小野友樹）、朴木十夜（峰岸佳）、斑尾巽（斉藤壮馬）、杜若葵（木村良平）